# Saint-Martin-le-Beau
Saint-Martin-le-Beau is een gemeente in het Franse departement Indre-et-Loire (regio Centre-Val de Loire). De plaats maakt deel uit van het arrondissement Tours. Saint-Martin-le-Beau telde op 1 januari 2022 3.193 inwoners.
Montlouis-sur-Loire is sinds 1938 een beschermde oorsprongsbenaming of Appellation d’origine contrôlée (AOC) voor de wijn geproduceerd tussen Loire en Cher in drie gemeenten: Montlouis-sur-Loire, Saint-Martin-le-Beau en Lussault-sur-Loire.

## Geografie
De oppervlakte van Saint-Martin-le-Beau bedroeg op 1 januari 2022 18,44 vierkante kilometer; de bevolkingsdichtheid was toen 173,2 inwoners per km².

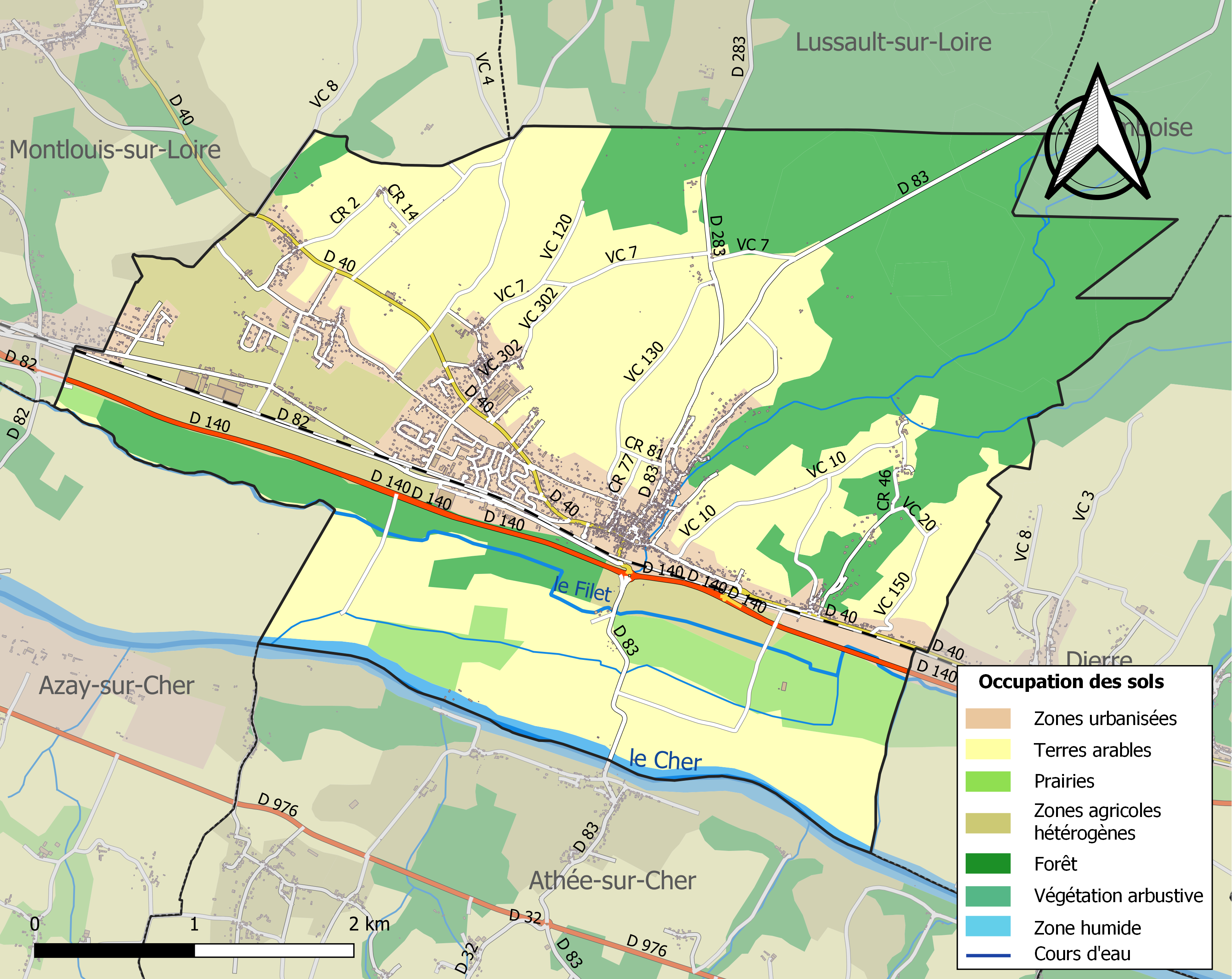
Kaart van de gemeente met de belangrijkste infrastructuur, bodemgebruik en omliggende gemeenten

De gemeente ligt aan de Cher.

## Demografie
Onderstaande figuur toont het verloop van het inwonertal (bron: INSEE-tellingen).